# Военные кибероперации США
Военные кибероперации США — операции кибервойны, осуществляемые вооружёнными силами США против других государств и организаций.
С 2010 года в структуре вооружённых сил США создано специальное подразделение — Киберкомандование, основными задачами которого являются централизованное проведение операций кибервойны, управление и защита военных компьютерных сетей США. Стратегия Киберкомандования основывается на принципах проактивной киберзащиты и использовании киберпространства в качестве нового театра военных действий. Командование межвидового командования Вооружённых сил США выступило с заявлением, в котором отмечалось: 

Технологии киберпространства превращаются в инструмент власти в обществе, и при этом становятся всё более доступным для противников государства, которые могут использовать эти технологии для компьютерных атак, нарушения коммуникаций и обмена информацией. Низкие барьеры входа в сочетании с анонимным характером деятельности в киберпространстве делают список потенциальных противников достаточно широким. Кроме того, глобальный характер киберпространства и отсутствие в нём национальных границ будет создавать дополнительные сложности для государств в плане сдерживания угроз и реагирования на чрезвычайные ситуации"— 
.
Несмотря на важность развития данного направления, десятилетия разногласий между различными учреждениями и ведомствами США привели к провалу ряда важных проектов в сфере модернизации ИТ-инфраструктуры Вооруженных сил США и потерям в миллиарды долларов. Кроме того, федеральное правительство США не смогло установить стандарты для фирм-подрядчиков в сфере кибербезопасности или должным образом управлять ими. Согласно отчётам контрольных органов США, стоимость работ этих фирм-подрядчиков почти вдвое превышали расходы на те же работы, выполняемые федеральными служащими.

## Пять принципов
Стратегия военных киберопераций США основывается на пяти принципах.
1. Киберпространство является новым театром военных действий, наряду с наземным, морским. воздушным и космическим;
2. Принцип проактивности, в отличие от пассивной защиты, как, например, защита с помощью брандмауэров. Обнаружение и пресечение кибератак на компьютерные сети требует быстрого реагирования, что делает необходимым использование тактических операций для отслеживания и организации контратак на злоумышленников;
3. Защита критической инфраструктуры[англ.] США;
4. Использование системы коллективной безопасности США и их союзников;
5. Поддержание и укрепление технологических преимуществ, прежде всего в сфере компьютерной грамотности и искусственного интеллекта.

## Кибератаки США против других стран

### Иран
В июне 2010 года Иран стал жертвой кибератаки, в компьютерную сеть фабрики по обогащению урана в Нетензе проник компьютерный вирус Stuxnet. Эта кибератака привела к повреждению более 1000 ядерных центрифуг, и, по оценкам экспертов журнала Business Insider, «атомная программа Ирана была отброшена по меньшей мере на два года назад».
Несмотря на отсутствие официального подтверждения, Гэри Сеймур, координатор Белого дома по контролю над вооружениями и оружию массового поражения, сделал публичное заявление, в котором отметил: «Мы рады, что у них [иранцев] возникли проблемы с центрифугами, и США со своими союзниками делают всё возможное, чтобы убедиться, что мы создаём сложности для них», тем самым косвенно подтвердив участия США в разработке вируса Stuxnet.

### Китай
В 2013 году бывший сотрудник АНБ Эдвард Сноуден обнародовал сведения, что правительство США взломало сервера китайских компаний-провайдеров мобильной связи для сбора текстовых сообщений, а также шпионило за университетом Цинхуа — один из крупнейших пекинских вузов, и скачивало данные из сети China Education and Research Network (CERNET), где имеют аккаунты миллионы китайцев. По словам Сноудена, американские спецслужбы ведут электронный шпионаж за Китаем и Гонконгом в течение многих лет..
Согласно секретным документам, опубликованным Сноуденом, АНБ также проникло в сервера штаб-квартиры компании Huawei, крупнейшей телекоммуникационной компании Китая и крупнейшего производителя телекоммуникационного оборудования в мире. Целью проникновения было инфицирование компьютерными вирусами оборудования Huawei, которое компания поставляет в другие страны — в том числе те, которые не покупают американское оборудование, с тем чтобы АНБ могло проникать в компьютерные и телефонные сети этих стран для съёма информации и проведения других киберопераций.

### Другие страны
По сообщению журнала Economist, в 1982 году спецслужбы СССР похитили у неназванной канадской компании компьютер, предназначенный для управления газопроводом в Сибири. В программный код этого компьютера сотрудниками ЦРУ была заранее заложена логическая бомба, которая изменила скорость работы насоса на газопроводе, что привело к взрыву.
В 1991 году в журнале Infoworld появилась статья Джона Гантца о компьютерном вирусе AF/91, разработанном АНБ для заражения компьютерных систем ВВС Ирака перед войной в заливе и тайно внедрённом с помощью чипа принтера, ввезённого в Ирак через Иорданию. Впоследствии выяснилось, что сообщение об этом вирусе было первоапрельской шуткой.
В 1998 году, в ходе подготовки военной операции США и НАТО против Югославии, США успешно провели взлом компьютерной сети системы ПВО и системы контроля воздушного движения Сербии.
7 марта 2021 года американское издание The New York Times сообщило, что США предпримут серию кибератак на Россию в ответ на взлом сетей своих правительственных учреждений. По его информации, «скрытные действия» в отношении российских сетей будут «очевидны для президента РФ Владимира Путина, разведки и вооруженных сил», но не для остального мира.
«На данный момент мы видим значительные доказательства, указывающие на российскую разведывательную структуру. Но нет ни единого доказательства какой-либо другой версии. Это самая большая и тщательно проработанная операция из всех, какие мы видели», — отреагировал глава Microsoft Брэд Смит, добавив, что над взломом могли работать «более тысячи очень умелых, добросовестных инженеров». В России причастность к этому нападению отрицают.